# Seoul Open 1991
Il Seoul Open 1991 è stato un torneo di tennis giocato sul cemento. È stata la 5ª edizione del torneo, che fa parte della categoria World Series nell'ambito dell'ATP Tour 1991. Si è giocato a Seul in Corea del Sud dal 15 al 22 aprile 1991.

## Campioni

### Singolare maschile
Patrick Baur ha battuto in finale  Jeff Tarango con il punteggio di 6–4, 1–6, 7–6 (7–5)

### Doppio maschile
Alex Antonitsch /  Gilad Bloom hanno battuto in finale  Kent Kinnear /  Sven Salumaa con il punteggio di 7–6, 6–1